# Karlskoga Kommunhus AB
Karlskoga Kommunhus AB är ett svenskt förvaltningsbolag som agerar moderbolag för de verksamheter som Karlskoga kommun har valt att driva i aktiebolagsform. Bolaget ägs helt av kommunen.

## Bolag
Källa: 
- Karlskoga Energi och Miljö AB
- Karlskogahem AB